# بخش ایریندو
بخش ایریندو (به اسپانیایی: Departamento Iriondo) یک منطقهٔ مسکونی در آرژانتین است که در استان سانتافه واقع شده‌است. بخش ایریندو ۳٬۱۸۴ کیلومتر مربع مساحت و ۶۵٬۴۸۶ نفر جمعیت دارد.